# Sismo de Tangshan de 1976
O Sismo de Tangshan de 28 de julho de 1976 foi o mais grave terremoto que afligiu o mundo moderno em relação às vidas perdidas, tendo sido registados 7,5 graus na escala de Richter. Atingiu a cidade da Tangshan, na República Popular da China às 3h52 horas da manhã, matando 242 419 pessoas, de acordo com os dados oficias, mas segundo algumas fontes esse número está estimado como sendo três vezes maior.
Muitas das pessoas que sobreviveram ao terremoto ficaram presas sob os edifícios que caíram, não resistindo à réplica de magnitude 7,1 após 15 horas do terremoto principal, seguidos de muitas réplicas de 5,0 e 5,5. Muitas pessoas afirmaram ter visto luzes estranhas na noite anterior ao terremoto, que ficaram conhecidas como as luzes do terremoto.
78% dos edifícios industriais, 93% dos edifícios residenciais, 80% das estações de bombeamento de água e 14 linhas de esgoto ou foram completamente destruídos ou ficaram bastante danificados. As ondas sísmicas libertadas para longe e alguns edifícios localizados tão longe como Pequim, a 140 km do epicentro, ficaram danificados.
O terremoto de Tangshan é o segundo mais mortífero que foi registado, ficando atrás apenas do sismo de Shaanxi de 1556, também na China, quando foram registados 830 mil mortos; contudo, documentos deste período são muito difíceis de encontrar.